# 독친
《독친》은 2023년에 개봉한 대한민국의 미스터리 영화이다.

## 캐스팅

### 주연
- 장서희 : 혜영 역
- 강안나 : 유리 역
- 최소윤 : 예나 역

### 조연
- 윤준원 : 기범 역
- 오태경 : 오 형사 역
- 조형균 : 윤 형사 역
- 윤서진 : 장 형사 역